# Lista de habilidades psíquicas
Esta é uma lista de habilidades psíquicas que têm sido atribuídas a ou alegadas por indivíduos. Muitas dessas habilidades são conhecidas como percepção extrassensorial, e não há evidência científica da existência de qualquer destes fenômenos. Investigações sobre alegações deste tipo de habilidade concluem por se tratar de fraudes, embustes ou auto-enganação.
- Materialização - materialização, desaparecimento, teletransporte de algum objeto e/ou sua materialização.[4]
- Leitura de aura - percepção de campos de energia ao redor de pessoas, lugares e coisas.[5]
- Psicografia - escrita produzida sem pensamento consciente, os pensamentos vem de outra fonte que não do escritor.[6]
- Projeção astral ou projeção mental - uma experiência fora do corpo em que um corpo astral se separa do corpo físico, continuando ligado apenas pelo perispírito.[7]
- Bilocação ou multilocação - estar em diversos lugares ao mesmo tempo e coletando informações desses lugares simultaneamente.[8]
- Teleportação - a capacidade de se locomover de um ponto ao outro, desde que o ponto de destino esteja ao alcance da visão.[8]
- Clarividência ou segunda vista - percepção fora dos sentidos humanos conhecidos.[5]
- Adivinhação - entender uma situação através de um ritual, como borra de café, ossos ou runas.[9]
- Radiestesia - habilidade de localizar objetos, algumas vezes utilizando uma ferramenta chamada "varinha de adivinhação".[10]
- Cura pela fé - cura pela canalização de uma forma de energia ou diagnóstico e cura de doenças usando a devoção religiosa ou energia vindoura de espíritos superiores.[11]
- Levitação - levitação e voo do corpo humano.[12]
- Mediunidade ou canalização - comunicação com espíritos.[13]
- Precognição, premonição e sonhos precognitivos - percepção de eventos antes que eles aconteçam.[14]
- Telecinésia - habilidade de manipular objetos com o poder do pensamento ou redefinir suas formas e estados.[15]
- Psicometria - obtenção de informação sobre uma pessoa ou objeto, normalmente tocando ou se concentrando no objeto ou em algum objeto relacionado.[16]
- Visão remota - obtenção de informação à distância. É visto uma imagem e o observador precisa interpretá-la.[17]
- Retrocognição - percepção de eventos passados através do toque, ou cheiro.[18]
- Vidência - capacidade de ver eventos à distância ou no futuro.[17]
- Telepatia - transferência de pensamentos, palavras ou emoções em qualquer direção.[19]
- Simulcognição - percepção e conhecimento da realidade presente.[carece de fontes?]
- Pirocinese - capacidade mágica de criar, absorver e controlar o fogo, através das mãos, dos olhos ou da mente.
- Oneirocinese - capacidade de controlar não só o próprio sonho, mas também os sonhos das outras pessoas, e podendo até fazer pessoas adormecer.
- Persuasão ou hipnose - habilidade de ser persuasivo ao ponto das pessoas obedecer suas ordens através de comandos verbais-auditivos.
- Grito atordoante - grito capaz de quebrar vidros, ou desmembrar os tímpanos, ou simplesmente atordoar o alvo.
- Interferência tecnológica - interferir em transmissões televisivas, de rádio ou desmantelar eletrodomésticos simplesmente por estar perto deles, graças a energia mental acumulada.

[carece de fontes?]